# Johannes Faust
Pour les articles homonymes, voir Faust (homonymie).
Johannes K. E. Faust est un ingénieur allemand et  entomologiste amateur, né le 12 février 1832 à Stettin et mort le 18 janvier 1903 à Pirna.
Il est l’auteur de nombreux travaux sur les coléoptères.

## Source
- Anthony Musgrave (1932). Bibliography of Australian Entomology, 1775-1930, with biographical notes on authors and collectors,  Royal Zoological Society of New South Wales (Sydney) : viii + 380.